# Elephunk Tour
Elephunk Tour – pierwsza trasa koncertowa amerykańskiej grupy The Black Eyed Peas. W trakcie jej trwania zespół zaprezentował kilka utworów, które do dziś są popularne (m.in. "Where Is the Love?", "Let’s Get It Started", "Shut Up" czy "Hey Mama").